# Марко Стојановић (глумац)
Марко Стојановић (Београд, 2. јануар 1971) српски је драмски уметник, културни, хуманитарни и спортски радник.

## Биографија
Дипломирао је на катедри за глуму београдског Факултета драмских уметности. Специјалистичко школовање је завршио у Међународној школи пантомиме Марсела Марсоа у Паризу 1994. године.
Био је директор Дома омладине Београда од 2013. до 2015. године, један је од оснивача и председник „Светске организације пантомимичара“ и председник „Националног савеза за карлинг Србије“.
Био је доцент за предмете Глума и Сценски покрет и Шеф катедре за глуму Академије лепих уметности у Београду, а сада је ванредни професор за предмет Сценски покрет на катедри за глуму Универзитету Синергија у Бијељини у Републици Српској и сарадник за односе с јавношћу и гостујући предавач на Универзитету Сингидунум.
Оснивач је и председник Светске организације пантомимичара (2004.године) и Краљевског карлинг клуба (2006.године) Националног савеза за карлинг Србије (2006.године) и самог карлинг спорта у Србији (2003.године). Иницијатор је обележавања Светског дана пантомиме 22.марта, на дан рођења његовог професора пантомиме Марсела Марсоа.
Након што је избила пандемија Корона вируса односно Ковид-19 (Covid-19) Марко Стојановић је подржан Светском организацијом пантомимичара 16. марта 2020. покренуо глобалну интернет иницијативу #artistsagainstcorona и исту на српском језику #umetniciprotivkorone које су одмах широко прихваћене посебно на Фејсбуку.
У априлу 2020 покренуо је иницијативу „Уметност и пријатељство“ и инспирисана кинеско-српском сарадњом и пријатељством које је био изражено и током епидемије коронавируса. Пројекту се придружила кинеска глумица, редитељка и продуценткиња Тиан Шуи, првакиња Шангајског центра драмских уметности, која у Кини има статус Националне глумице прве класе и велики број награда и признања за свој рад.
Два заједнички видео-снимка у којима Тиан Шуи и Марко Стојановић рецитују на оба језика истовремено поезију српског песника Драгана Драгојловића и кинеског песника Жао Лихонга. Истовремену премијеру су видео снимци у медијима и на друштвеним мрежама у Србији и Кини имали на Светски дан културне различитости за дијалог и развој Уједињених нација 21. маја 2020.године.

## Награде
Као уметник и друштвени радник добио је двадесетак признања, награда, плакета, између осталог и: Трофеј "Спорт и омладина" Међународног олимпијског комитета за рад са младима и промоцију олимпизма, Ружичасти гран при Радио Београда 202, Оскар популарности, Најбољи глумац за улогу у луткарској представи "Девојчица са шибицама" Малог позоришта Душко Радовић на Фестивалу Југословенских дечјих позоришта у Котору, као и
- 2015. Признање ”Амбасадор конгресног туризма Србије” за 2015. и 2016. годину, које додељује Конгресни биро Србије при Туристичкој организацији Србије
- 2015. ”Признање компаније Биомелем” за подршку развоју женског предузетништва кроз пројекат Serbian Soul Inclusive – Србија са душом и за подршку едукацији младих кроз ”Школу предузетништва”
- 2014. ”Признање за допринос информисању омладине, промоцији врлина и правих вредности” удружења грађана ”Мој херој”
- 2014. ”Плакета за изузетан допринос унапређењу положаја и побољшање квалитета живота Рома у Републици Србији” поводом обележавања Светског дана Рома Национални савет ромске националне мањине Републике Србије
- 2013. ”Специјално признање за kреативни допринос развоју културе комуникације” Удружења за тржишне комуникације Србије УЕПС
- 2013. ”Награда за најбољу омладинску представу у целини” Међународног фестивала дечјих и омладинских позоришних представа (ДОПС), Јагодина
- 2013. ” Плакете Фестивала за допринос развоју и популаризацији пантомимске уметности у Србији” Савет 38. Фестивала монодраме и пантомиме у Земуну
- 2010. ”Звезде Београда” признање Агенције за европске интеграције и сарадњу са удружењима Града Београда Марку Стојановићу као аутор пројекта ”Музика тишине”
- 2010. ”Диплома Драгослав Симић” за режију представе ”Дрво живота” на 10. Фестивалу кратких драмских форми деце Београда
- 2009. Специјална награда ”Спортом до културе” Међународне федерације за спортски филм и телевизију за организацију првог Београдског фестивала спортског филма
- 2008. Трофеј ”Спорт и омладина” Међународног олимпијског комитета за рад са младима и промоцију олимпизма.
- 2008. Кристална медаља и Диплома са почасним венцем Светске федерације за спортски филм и телевизију за промоцију филмова о спорту и особама са инвалидитетом, посебно током обележавања Светског дана инвалида
- 2007. Специјална награда и Диплома са почасним венцем Светске федерације за спортски филм и телевизију за режију кратког документарног филма ”Олимпијска соба”
- 2007. Награда за посебан допринос развоју спорта у Србији, награду је доделила општина Петровац на Млави
- 2004. ОСКАР ПОПУЛАРНОСТИ за комичну представу у 2003. години ”Избори, јер сте ви то тражили” Индексоваца
- 2004. МЕЛКО за комичну представу у 2003. години ”Избори, јер сте ви то тражили” Индексоваца
- 1998. Двоструки добитник РУЖИЧАСТОГ ГРАН ПРИЈА Радио Београда 202 за хуманитарни рад
- 1996. Најбољи глумац у луткарској представи ”Девојчица са шибицама” Малог позоришта ”Душко Радовић” на Фестивалу Југословенских дечијих позоришта у Котору.
- 1996. Најбољи глумац за представу ”Девојчица са шибицама” Малог позоришта ”Душко Радовић” на Републичком фестивалу луткарских позоришта у Зрењанину.
- 1996. Награда за достигнућа у пантомими за улогу у представи ”Девојчица са шибицама” Малог позоришта ”Душко Радовић” на Фестивалу ”ФЕСТИЋ” у Београду
- 1996. ”Божидар Валтровић” годишња награда Малог позоришта ”Душко Радовић” за улогу у представи ”Девојчица са шибицама”
- 1991. Специјална награда на 19. Међународном фестивалу монодраме и пантомиме у Земуну за пантомимску представу “Bloody Sports”
- 1991. Специјална диплома на 41. Фестивалу професионалних војвођанских позоришта у Зрењанину за главну улогу у представи ”Панчевачки кабаре”
- 1991. Најбоља представа на Фестивалу БАП за режију представе ”Адвокат Патлен”
- 1991. Награда ”Сестре Јанковић” Факултета драмских уметности у Београду за посебна достигнућа у комедији
- 1990. Награда ”Сестре Јанковић” Факултета драмских уметности у Београду за посебна достигнућа у комедији[12]

## Филмографија
| Год.      | Назив                                         | Улога                |
| --------- | --------------------------------------------- | -------------------- |
| 1990.-te  |                                               |                      |
| 1990      | Catharsis (кратки играни)                     | Момак                |
| 1991      | Ars longa, vita brevis (кратки играни)        | Студент              |
| 1993      | Рив, судија тероризму (Француска ТВ серија)   |                      |
| 1995      | Провалник (ТВ филм)                           | Јовица               |
| 1996      | Срећни људи (ТВ серија)                       | Полицајац приправник |
| 1997      | Грозница суботње вечери (ТВ серија)           |                      |
| 1997      | Мала школа живота (ТВ серија)                 |                      |
| 1997-1998 | Зона брака (ТВ серија)                        |                      |
| 2000.-te  |                                               |                      |
| 2002      | Хотел са 7 звездица (ТВ серија)               | Бајкић               |
| 2003      | Професионалац                                 | Човек са главом      |
| 2004      | Карађорђе и позориште (ТВ серија)             | Француз              |
| 2004      | Индексовци: Избори, јер сте ви то тражили     |                      |
| 2005      | Индексовци: Анкетни обор (ТВ екранизација)    |                      |
| 2006-2007 | Агенција за СиС (ТВ серија)                   | Славко               |
| 2007-2008 | Европско лице (ТВ шоу програм)                |                      |
| 2007      | Кафаница близу СиС-а (ТВ серија)              | Славко               |
| 2009      | Мансарда (ТВ серија)                          |                      |
| 2010.-te  |                                               |                      |
| 2011      | Кориолан (Америчко-британски филм)            | Грађанин             |
| 2014      | Тенор (Корејски филм)                         | Др. Франц            |
| 2015      | Српски за туристе (ТВ и Веб серија)           |                      |
| 2015      | Карлингаши (ТВ и Веб серија)                  |                      |
| 2018      | Хумор о сатира 1830-1914. (ТВ серија)         | Церемонијал мајстор  |
| 2018      | Старобеоградски кабаре (ТВ мини серија)       | Кир Сима             |
| 2019      | Невербална комуникација (ТВ серија)           | Водитељ и сценариста |
| 2019      | Извидница ("The Outpost", америчка ТВ серија) | Инжењер Савеза       |